# Психологини
«Психологи́ни» — российский комедийно-драматический телесериал. Производством сериала занимались компании Art Pictures Vision и Black Box Production.
Премьера телесериала состоялась на канале СТС 20 ноября 2017 года.
В августе 2018 года стартовали съёмки второго сезона. Премьера второго сезона сериала состоялась на СТС 26 августа 2019 года. Заключительная серия вышла в эфир 12 сентября 2019 года.
28 мая 2020 года на онлайн-сервисе more.tv состоялась премьера специального выпуска «Психологини на карантине», для которого актёры сериала воссоединились спустя почти год после закрытия проекта.

## Сюжет
Выпускницы психологического факультета Таня, Вика и Алина, спустя 10 лет после окончания вуза, решают применить на практике полученные знания, помогая себе и окружающим стать по-настоящему счастливыми.

## Производство телесериала
- Съёмки первого сезона телесериала стартовали в июле 2017 года[3] в Москве[4].
- Каждая серия разбирает определённый психологический термин на конкретном примере[5].
- Наблюдается некоторое сходство проекта с американским телесериалом «Секс в большом городе»[6] и телесериалом канала СТС «Мамочки»[7].
- Анастасия Панина, Софья Каштанова и Роман Маякин — однокурсники. Они окончили Школу-студию МХАТ в 2007 году. Каждого из них утвердили в телесериал в самый последний момент[8].
- Отец актрисы Анны Старшенбаум — известный специалист по семейной психологии, профессор Геннадий Старшенбаум. У него вышло несколько книг, раньше он много ездил по разным городам, читал лекции, обучал других врачей. Его знания помогли дочери при подготовке к роли психолога[9].

## Персонажи

### В главных ролях
| Актёр                                | Роль                                                           |
| ------------------------------------ | -------------------------------------------------------------- |
| Анастасия Панина                     | Таня (Татьяна) Николаевна Рубцова семейный психолог            |
| Софья Каштанова                      | Вика (Виктория) Покровская тренер личностного роста            |
| Анна Старшенбаум                     | Алина Андреевна Кусакина школьный психолог                     |
| Роман Маякин                         | Илья Власов пациент Тани                                       |
| Егор Корешков                        | Митя Покровский муж Вики, папа Ксюши                           |
| Дмитрий Ендальцев (1 сезон)          | Андрей Михайлович Шинкарёв бойфренд Тани                       |
| Юлия Подозёрова                      | Марина Викторовна Власова жена Ильи, пациентка Тани            |
| Александр Константинов (с 7-й серии) | Олег Викторович Миллер коуч, влюблён в Вику                    |
| Илья Оболонков (с 17-й серии)        | Николай Замятин биологический отец Дениса, бывший парень Алины |
| Кирилл Кяро (с 21-й серии)           | Михаил Слуцкий директор психологического центра                |
| Матвей Зубалевич (2 сезон)           | Матвей Ерохин спортсмен                                        |
| Мирослава Михайлова (2 сезон)        | Галя Туркина сестра Тани                                       |

### В ролях
| Актёр                              | Роль                                                                              |
| ---------------------------------- | --------------------------------------------------------------------------------- |
| Марта Тимофеева                    | Ксюша дочь Вики и Мити                                                            |
| Арсений Перель                     | Денис сын Алины                                                                   |
| Ольга Хохлова                      | Нина Александровна мама Алины                                                     |
| Александр Рапопорт (с 7-й серии)   | Николай Борисович Рубцов психиатр, доктор медицинских наук, папа Тани             |
| Дмитрий Мазуров (с 8-й серии)      | Семён Воронцов спасатель, майор МЧС, папа Кости, влюблён в Алину                  |
| Фёдор Рощин                        | Костя одноклассник Дениса, сын Семёна                                             |
| Антон Афанасьев                    | Эдуард Дмитриевич Платонов директор, доктор психологических наук, супервизор Тани |
| Николай Сахаров                    | Александр Степанович директор школы Дениса, начальник Алины                       |
| Алёна Спивак (с 11-й серии)        | Ирина Платонова девушка Андрея                                                    |
| Владимир Дубровский (с 12-й серии) | Валерий муж Нины, фермер                                                          |
| Ольга Евсеева (с 13-й серии)       | Оксана мама Кости, бывшая девушка Семёна                                          |
| Валерий Новиков (с 16-й серии)     | Юрий Андреевич дядя Марины                                                        |
| Таисия Родина                      | маленькая Таня                                                                    |
| Яна Родина                         | маленькая Вика                                                                    |
| Виталия Корниенко                  | маленькая Алина                                                                   |
| Сергей Шанин (2 сезон)             | Сан Саныч тренер Матвея                                                           |
| Александр Никольский (2 сезон)     | помощник Сан Саныча                                                               |
| Алексей Гришин (2 сезон)           | Руслан                                                                            |
| Карина Реука (2 сезон)             | Любовь                                                                            |
| Николай Шатохин (2 сезон)          | Леонид                                                                            |
| Ирина Пулина (2 сезон)             | Нина Васильевна                                                                   |

## Эпизоды
| Сезон | Сезон | Серии | Период трансляции             |
| ----- | ----- | ----- | ----------------------------- |
|       | 1     | 21    | 20 ноября — 21 декабря 2017   |
|       | 2     | 21    | 26 августа — 12 сентября 2019 |

### Сезон 1
| № серии | Название                           | Сценарий                                                                                    | Описание серии | Премьера        |
| ------- | ---------------------------------- | ------------------------------------------------------------------------------------------- | --- | --------------- |
| 1       | «Когнитивная беспомощность»        | Андрей Мухортов, Дмитрий Зверьков, Константин Маньковский, Дарья Шелякина, Мария Гальперина | Во время семейной консультации Таня выясняет, что пациент Илья питает к ней чувства. После тренинга Вику приглашает в телешоу вместе с мужем Митей, а Алина бросает работу в колл-центре, и всё это ради поездки на Мальдивы с новым кавалером.                                  | 20 ноября 2017  |
| 2       | «Чувство вины»                     | Андрей Мухортов, Дмитрий Зверьков, Константин Маньковский                                   | Таня пытается найти пропавшую серёжку в офисе. Ведь эти серьги подарил ей Андрей, для него они особенно ценны — как память о маме. Тем временем, Алина пытается наладить контакт с сыном, а Вика отправляется на поиски Мити.                                                    | 20 ноября 2017  |
| 3       | «Токсичные отношения»              | Андрей Мухортов, Дмитрий Зверьков, Константин Маньковский                                   | Андрей приглашает Таню в музей на выставку Босха. Вика пытается справиться с домашними делами, которыми всегда занимался Митя, а он, тем временем, знакомится с симпатичной девушкой. Алина собирается на собеседование в компанию, которой руководит её бывший поклонник Игорь. | 21 ноября 2017  |
| 4       | «Пять стадий принятия неизбежного» | Андрей Мухортов, Дмитрий Зверьков, Константин Маньковский                                   | Вика звонит Мите с вопросом, как проехать к врачу, но вместо этого снова ссорится с мужем. Алина находит в кабинете Игоря свою фотографию 15-летней давности. Таня пытается намекнуть Андрею, что не готова к таким серьёзным подаркам, как автомобиль.                          | 22 ноября 2017  |
| 5       | «Кризис самооценки»                | Андрей Мухортов, Дмитрий Зверьков, Константин Маньковский                                   | Таня никак не может рассказать Илье и Андрею друг о друге. Алина хочет познакомиться с учителями и сверстниками Дениса, но сын против. Чтобы дочка согласилась пойти в детский сад, Вика обещает ей, что вечером папа вернётся домой.                                            | 23 ноября 2017  |
| 6       | «Роли, которые мы играем»          | Мария Гальперина                                                                            | Вика сопротивляется попыткам Мити взять на себя роль главного в семье, Алина против поиска новой работы, а Таня не может свыкнуться с непривычной и неприятной для себя ролью любовницы.                                                                                         | 27 ноября 2017  |
| 7       | «Личные границы»                   | Шабан Муслимов, Семён Лобанов, Сергей Баронов                                               | Андрей становится излишне хозяйственным, что раздражает Таню. Тем временем, Илья покупает билеты в Сочи на двоих, а Вика злится, что тренинги Миллера пользуются популярностью.                                                                                                  | 28 ноября 2017  |
| 8       | «Психология лжи»                   | Дарья Шелякина                                                                              | Таня работает над книгой, которая Илье кажется скучной. Алина знакомится со спасателем, а Митя в попытках стать «львом» получает первый гонорар за песню. | 29 ноября 2017  |
| 9       | «Синдром самозванца»               | Андрей Мухортов, Дмитрий Зверьков, Константин Маньковский                                   | Таню назвали семейным психологом года. В это время Марина находит дневники Тани и ставит ультиматум Илье, а Вика пытается уговорить Митю сняться для рекламного плаката. | 30 ноября 2017  |
| 10      | «Либидо»                           | Дарья Шелякина                                                                              | Таня пытается прийти в себя после расставания с Ильёй. Марина думает, что Илья не выполнит своё обещание. Митя пытается найти работу, а Андрей хочет забрать подаренную машину.                                                                                                  | 4 декабря 2017  |
| 11      | «Демон ревности»                   | Дарья Шелякина                                                                              | Таня пытается вызволить Андрея из тюрьмы. Вика знакомится с женой Миллера, а Денис тем временем защищает Алину. | 5 декабря 2017  |
| 12      | «Манипуляции»                      | Мария Гальперина                                                                            | Ирина приходит на консультацию к Тане. Вика продолжает мечтать о том, что Митя когда-нибудь станет «львом». А мама Алины обращается к дочке с личной просьбой. | 6 декабря 2017  |
| 13      | «Детские травмы»                   | Андрей Мухортов, Дмитрий Зверьков, Константин Маньковский, Татьяна Глущенко                 | В процессе борьбы с депрессией Таня находит важную детскую фотографию. В это время Митя экономит на всём, чтобы ходить на тренинги Миллера. А Марина нанимает детектива, который следит за Ильёй.                                                                                | 7 декабря 2017  |
| 14      | «Фрустрация»                       | Андрей Мухортов, Дмитрий Зверьков, Константин Маньковский                                   | Митя просит у Вики деньги на камеру, Андрей решает помочь Тане, а Семён хочет познакомить Алину с друзьями. | 11 декабря 2017 |
| 15      | «Аддикция»                         | Андрей Мухортов, Дмитрий Зверьков, Константин Маньковский                                   | Таню ждёт комиссия по этике, Андрей решает поехать с ней. Неожиданно приезжает и Илья. Учительница Ксюши хвалит Митю, чем удивляет Вику. Алина пытается разобраться с интернет-зависимостью сына.                                                                                | 12 декабря 2017 |
| 16      | «Психологические поглаживания»     | Андрей Мухортов, Дмитрий Зверьков, Константин Маньковский                                   | Чтобы свадьба мамы состоялась, Алина просит Таню помочь маме и дяде Валере. Миллер уходит в запой, Вика решает его поддержать. | 13 декабря 2017 |
| 17      | «Подлинная и ложная личность»      | Дарья Шелякина                                                                              | Денис пытается найти своего отца. Митя, несмотря на запреты жены, снимает ролик с заболевшей дочкой, а Илья врёт Марине и встречается с Таней. | 14 декабря 2017 |
| 18      | «Паттерны поведения»               | Мария Гальперина                                                                            | По совету Миллера, Митя решает отвоевать личное пространство в доме. Пока Миллер в больнице Вика решает заменить его на тренингах. Андрей покупает обручальное кольцо и отправляется к Тане.                                                                                     | 18 декабря 2017 |
| 19      | «Ошибка атрибуции»                 | Андрей Мухортов, Дмитрий Зверьков, Константин Маньковский                                   | Алину бесит желание Коли видеться с сыном, а Ксюше не нравится, что папа играет с ней только на съёмках ролика. Илья обращается за помощью к дяде Юре и понимает, что теперь в долгу перед Мариной.                                                                              | 19 декабря 2017 |
| 20      | «Фиксация на травме»               | Андрей Мухортов, Дмитрий Зверьков, Константин Маньковский                                   | Вика с Митей ругаются из-за публикации в газете, неожиданно Марина приходит на приём к Тане, а Алина пытается найти сына, который ушёл из дома. | 20 декабря 2017 |
| 21      | «Незавершённый гештальт»           | Андрей Мухортов, Дмитрий Зверьков, Константин Маньковский                                   | У Тани презентация собственной книги, а Вика в это время решает закрыть курсы. Друзья Тани собираются в библиотеке, приходит и Илья. А Марина просит Таниного совета. | 21 декабря 2017 |

### Сезон 2
| № серии | Название                  | Сценарий                                                                    | Описание серии | Премьера         |
| ------- | ------------------------- | --------------------------------------------------------------------------- | --- | ---------------- |
| 1 (22)  | «Самообман»               | Андрей Мухортов, Дмитрий Зверьков, Константин Маньковский                   | Прошло пять месяцев. Таня возвращается в Москву после пятимесячного отпуска, где она пыталась забыть Илью. Алина в поисках замены Семёна знакомится с профессиональным бойцом без правил — Матвеем Ерохиным. Вика устраивается на радио и становится соведущей Олега Миллера.                          | 26 августа 2019  |
| 2 (23)  | «Феромоны»                | Андрей Мухортов, Дмитрий Зверьков, Константин Маньковский, Мария Гальперина | Первым же клиентом Тани на новом месте работы оказывается Илья. Алина получает предложение от Матвея изображать его невесту за деньги. Вика уличает Митю в слежке за ней и, в ярости, выставляет его из дома.                                                                                          | 26 августа 2019  |
| 3 (24)  | «Заземление»              | Дарья Шелякина, Илья Власьевский                                            | Слуцкий ставит Тане условие — она продолжит работать, только если выбросит Илью из головы. Алина отправляется в Новороссийск, чтобы выяснить отношения с Семёном. Вика приезжает в Загорянку и понимает, что, помимо своих проблем, ей придётся решить проблемы родителей.                             | 27 августа 2019  |
| 4 (25)  | «Имитация отношений»      | Таня Воробей, Лада Кайнова                                                  | Таня продолжает попытки забыть Илью, но каждое утро они просыпаются вместе. Алина пытается прийти в себя после разрыва с Семёном, но Матвей назойливо просит её сняться в рекламе. Вика пытается самостоятельно найти деньги на ремонт и обращается за помощью к Миллеру.                              | 28 августа 2019  |
| 5 (26)  | «Моральный долг»          | Дарья Шелякина                                                              | Таниным запутанным отношениям с Ильёй мешает появление её сестры — Гали. Алина пытается привести Матвея на пресс-конференцию, но ему больше нравится в стрип-клубе. Вике приходится вступить в настоящую животную войну с Митей за любовь их дочери.                                                   | 29 августа 2019  |
| 6 (27)  | «Новая жизнь»             | Таня Воробей, Лада Кайнова                                                  | Таня решает увезти сестру обратно в Тверь, но мама Гали не рада её возвращению. Алина в роли невесты Матвея почувствовала, что значит стать популярной, и подверглась нападению маньяка. Вика в попытках разобраться с собственным прошлым, помогает Алине в её охоте за преследователем.              | 2 сентября 2019  |
| 7 (28)  | «Амбивалентность чувств»  | Илья Власьевский                                                            | Таня решается признаться Илье в своих чувствах, а он в это время просыпается у бывшей жены дома. Вика пытается примирить родителей, но чуть не калечит Митю. Матвей поехал гулять с Денисом и потребовал, чтобы Алина ничего не трогала, но желание похвастаться новым домом оказалось сильнее.        | 2 сентября 2019  |
| 8 (29)  | «Параноидальный психоз»   | Дарья Шелякина, Андрей Мухортов, Дмитрий Зверьков                           | Таня подозревает, что Слуцкий прослушивает её телефон, но сомневается: может, это у неё паранойя. Вика пытается сохранить работу на семейном радио, но драка Мити с Миллером всё портит. Алина с Матвеем изображают счастливую семейную пару, но Денис узнает всю правду про их отношения.             | 3 сентября 2019  |
| 9 (30)  | «Диссоциация»             | Илья Власьевский                                                            | У Тани и Ксюши день рождения в один день. Таня уезжает в Загорянку, чтобы её никто не довёл до слёз, как обычно. Вика забыла про день рождения Ксюши, но обещает ей лучший праздник в мире. Алина, притворившись спортивным психологом, выясняет какие девушки нравятся Матвею.                        | 3 сентября 2019  |
| 10 (31) | «Провокация»              | Таня Воробей, Лада Кайнова                                                  | Илья открыто конфликтует со Слуцким, и Таня неожиданно занимает сторону Михаила, хотя Галя уверена, что он — психопат. Алина переходит от теории к практике в вопросе соблазнения Матвея. Вика и Митя находят сбежавшую Ксюшу в штабе с Ваней и знакомятся с его волшебной мамой.                      | 4 сентября 2019  |
| 11 (32) | «Синдром питомца»         | Валерия Задереева                                                           | Таня успешно помогает Слуцкому расстаться с его девушкой, хотя это только она так думает. Вика не признаёт, что ревнует Митю к его новой подружке, но сама начинает за ним следить. Алина изображает любящую невесту перед мамой Матвея, получив за это автомобиль.                                    | 4 сентября 2019  |
| 12 (33) | «Незавершённые отношения» | Татьяна Глущенко                                                            | Галя пытается помирить Таню с Ильёй, но это приводит к обратному результату. Вика проводит тренинг для примирения всей семьи, но семье это кажется не нужно. Мама Матвея выбирает Алине свадебное платье на свой вкус, что доводит Алину до слёз.                                                      | 5 сентября 2019  |
| 13 (34) | «Виктимное поведение»     | Андрей Мухортов, Дмитрий Зверьков, Константин Маньковский                   | Подружки устраивают девичник Алины, договорившись не думать о мужиках, и играют в психологического крокодила с внезапно объявившимся стриптизёром. Галю пригласил знакомый к себе в студию, но его интересовала не её музыка, а совсем другое.                                                         | 5 сентября 2019  |
| 14 (35) | «Осознанность»            | Мария Гальперина                                                            | Алина пыталась получить удовольствие даже от фиктивной свадьбы, но из-за поведения Матвея решила сбежать в лес. Вике приходится развлекать гостей, пока друзья Матвея разыскивают Алину. У Тани уважительная причина не пойти на свадьбу — кажется, она влюблена.                                      | 9 сентября 2019  |
| 15 (36) | «Отрицание реальности»    | Дарья Шелякина, Андрей Мухортов, Дмитрий Зверьков                           | Алина и Вика пытаются наладить отношения с Таней, но Слуцкий им мешает. Тане придётся выбирать, кому она верит больше: подругам или Михаилу. Матвей испытывает горячее желание сделать свой фиктивный брак с Алиной чуть реальнее, но бдительный Денис против.                                         | 9 сентября 2019  |
| 16 (37) | «Интервенция»             | Таня Воробей, Лада Кайнова                                                  | Галя хочет выставить Слуцкого похотливым психопатом в глазах Тани, но сильно ссорится с сестрой. Алина становится идеальной женой, чтобы влюбить в себя Матвея. Вика хочет иметь в квартире нормальную сантехнику, но у неё нет денег, однако Миллер готов ради Вики даже на воровство.                | 10 сентября 2019 |
| 17 (38) | «Психологическое айкидо»  | Андрей Мухортов, Дмитрий Зверьков, Константин Маньковский                   | Вике выпадает шанс заполучить настоящего мужчину «льва», но, оказывается, ей ближе нищий Миллер. Галя, в поисках компромата, пробралась в квартиру Слуцкого. Алина приводит домой мужчину, чтобы вызвать ревность Матвея, но тот не возвращается после тренировки.                                     | 10 сентября 2019 |
| 18 (39) | «Навязчивые состояния»    | Илья Литвиненко                                                             | Таня узнаёт, что у Слуцкого было много женщин, и он снимал их на скрытую камеру. Алина пытается поднять боевой дух Матвея, но он отказывается от боя, тогда Алина решает уйти от него. Вике страшно признаться разбогатевшему Миллеру, что она беременна, причём от Мити.                              | 11 сентября 2019 |
| 19 (40) | «Газлайтинг»              | Сергей Фирсов                                                               | Слуцкий внушает Тане, что она больна и у неё галлюцинации. Вика решает романтично рассказать Миллеру о своей беременности, но в её планы вклинивается бывший муж. Матвей пытается экстремально сбросить лишние килограммы в сауне, и ревность Алины спасает ему жизнь.                                 | 11 сентября 2019 |
| 20 (41) | «Зона дискомфорта»        | Андрей Мухортов, Дмитрий Зверьков, Константин Маньковский                   | Слуцкий уговаривает Таню лечь в психиатрическую больницу, но ей там не нравится, и она решает выбраться оттуда. Алина переживает за здоровье Матвея и проговаривается, что бой хотят отменить. Вика строит грандиозные планы, как распорядиться деньгами Миллера, но сам Олег чувствует себя ненужным. | 12 сентября 2019 |
| 21 (42) | «Одержимость»             | Андрей Мухортов, Дмитрий Зверьков, Константин Маньковский                   | Слуцкий похитил Таню и собирается увезти её в неизвестном направлении. Илья, Галя и папа Тани пытаются спасти её. Алина отказывается поддержать Матвея на бое, видимо, это конец их отношений. Вике приходится терпеть навязчивую заботу сразу двух мужчин, пока один из них не уходит.                | 12 сентября 2019 |